# Nicolas Decloedt
Nicolas Decloedt is een Belgische kok die met biologische plantaardige ingrediënten kookt. Hij is onder meer bekend van televisiezender Njam! Voordien was hij kunstfotograaf. In zijn optredens voor Njam!-tv fotografeert hij de composities van zijn culinaire gerechten.
Hij is vooral geïnteresseerd in Belgische culinaire tradities en fermentatie. Meest belangrijk is daarbij zijn botanisch onderzoek en wildpluk. In zijn Brussels restaurant Humus x hortense werkt hij samen met zijn vrouw Caroline Baerten – voordien kunsthistorica – en meer mensen die vakdisciplines beheersen met als kern gezondheid en ecologie. Er wordt door hen gestreden tegen voedselverspilling.
Decloedt kreeg zijn opleiding bij de Belgische sterrenrestaurants Bon-bon, Kobe Desramaults' "In De Wulf" en het Spaans/Baskische Mugaritz.
In 2019 werd hij door Gault & Millau verkozen tot “Beste groentechef van het jaar”.

Een nummer 7 notering kreeg zijn restaurant in de “Top 100 Best Vegetables Restaurants 2019” uitgereikt door “We’re Smart Green Guide”.

Per 2020 is zijn restaurant “Humus x Hortense” opgenomen in de lijst van “The 50 Best Vegan Restaurants In The World”.